# Pitogo (Quezon)
Pitogo ist eine philippinische Stadtgemeinde in der Provinz Quezon. Sie hat 23.019 Einwohner (Zensus 1. August 2015). Die Gemeinde liegt auf der Bondoc-Halbinsel, an der Küste der Bucht von Tayabas.

## Baranggays
Pitogo ist politisch in 39 Baranggays unterteilt.
| - Amontay - Cometa - Biga - Bilucao - Cabulihan - Cawayanin - Gangahin - Ibabang Burgos - Ibabang Pacatin - Ibabang Piña - Ibabang Soliyao - Ilayang Burgos - Ilayang Pacatin | - Ilayang Piña - Ilayang Soliyao - Nag-Cruz - Osmeña - Payte - Pinagbayanan - Masaya (Pob.) - Manggahan (Pob.) - Dulong Bayan (Pob.) - Pag-Asa (Pob.) - Castillo (Pob.) - Maaliw (Pob.) - Mayubok (Pob.) | - Pamilihan (Pob.) - Dalampasigan (Pob.) - Poctol - Quezon - Quinagasan - Rizalino Catan - Saguinsinan - Sampaloc - San Roque - Sisirin - Sumag Este - Sumag Norte - Sumag Weste |